# Planine Catskill
Planine Catskill, područje u jugoistočnom dijelu države New York. Nalaze se oko 160 km sjeverno-sjeverozapadno od New York Cityja i 65 km jugozapadno od Albanya, počinjući odmah zapadno od rijeke Hudson. Protežu se kroz veći dio ili cijelih pet okruga (Delaware, Greene, Schoharie, Sullivan i Ulster). Kao kulturološko i zemljopisno područje, Catskillsom se definiraju područja koja obuhvaćaju ili su nalaze u blizini Catskill Parka, šumskog rezervata koji je zaštićen prema zakonima države New York.

## Zaštita
Kao kulturološko i zemljopisno područje, Catskillsom se definiraju dijelovi koji obuhvaćaju ili su nalaze u blizini Catskill Parka, šumskog rezervata koji je zaštićen prema zakonima države New York.

## Vanjske poveznice
- The Catskill Archive – Povijest planina Catskill
- The Catskill Mountain Foundation
- The Catskill Center
- Fotogalerija  Arhivirana inačica izvorne stranice od 19. listopada 2015. (Wayback Machine)